# قزل-آدیر (شهرستان قره‌بوره)
قزل-آدیر (به قرقیزی: Кызыл-Адыр، قىزىل ادىر) یک منطقهٔ مسکونی در قرقیزستان است که در شهرستان قره‌بوره واقع شده‌است. قزل-آدیر ۱۰٬۷۸۹ نفر جمعیت دارد و ۸۷۱ متر بالاتر از سطح دریا واقع شده‌است.